# (2340) Hathor
(2340) Hathor es un asteroide que forma parte de los asteroides Atón y fue descubierto el 22 de octubre de 1976 por Charles Thomas Kowal desde el observatorio del Monte Palomar, Estados Unidos.

## Designación y nombre
Hathor recibió al principio la designación de 1976 UA.
Más adelante, en 1981, se nombró por Hathor, una diosa de la mitología egipcia.

## Características orbitales
Hathor orbita a una distancia media de 0,8438 ua del Sol, pudiendo acercarse hasta 0,4642 ua y alejarse hasta 1,223 ua. Tiene una inclinación orbital de 5,855 grados y una excentricidad de 0,4499. Emplea en completar una órbita alrededor del Sol 283,1 días.
Hathor es un asteroide cercano a la Tierra que pertenece al grupo de los asteroides potencialmente peligrosos.

## Características físicas
La magnitud absoluta de Hathor es 20,2. Tiene un diámetro de 0,3 km y emplea 3,35 horas en completar una vuelta sobre su eje. Está asignado al tipo espectral Sq de la clasificación SMASSII y al CSU de la Tholen.